# 伊吹文裕
伊吹 文裕（いぶき ふみひろ、1990年8月27日 - ）は、日本のドラマー。北海道帯広市出身。O型。

## 略歴
幼少期から電子オルガン、10歳から独学でドラムを始める。
高校卒業と同時に上京し、洗足学園音楽大学へ入学。在学中にプロとしてのキャリアをスタート。
2011年、自身のバンド「OOPS! PIG PALE ALE INC.」「メガネブラザース」を結成。
2020年、リーダーアルバム「CHUBBY CHASER」を発表。
2021年、「LAGHEADS」のメンバーとなる。
「ジャンルや年代に捉われず音楽を聴くことが好き」と語っており、ジャンルやスタイルを超えた多岐に渡る活動を行う。
近年では、あいみょん、UA、Awesome City Club、kiki vivi lily、KIRINJI、ずっと真夜中でいいのに。、中村佳穂、挾間美帆、ブルー・ペパーズ、松室政哉、モノンクルなどのアーティストサポートを手がける。
ドラム・プレイに加え、感性を常に発揮したサウンド・メイキング、ディレクション、アレンジ等でも多方面から信頼されている。

## 主な参加バンド
- OOPS! PIG PALE ALE INC.[1]
- メガネブラザース[2]
- LAGHEADS[3]

## 主な共演アーティスト

### ライブサポート
- あいみょん
  - AIMYON TOUR 2020 "ミート・ミート"[4]
  - AIMYON FANCLUB TOUR 2022 “PINKY PROMISE YOU”
  - AIMYON TOUR 2022 “ま・あ・る”
- 家入レオ
- UA
  - UA 25th→→→30th anniversary Live‼︎
- Awesome City Club
- 角松敏生
- kiki vivi lily
- KIRINJI
- CRCK/LCKS
  - YATSUI FESTIVAL! 2018
- コアラモード．
  - THIS IS COALAMODE.!!2018 ～街風泥棒ツアー～
- Gotch
  - FUJI ROCK FESTIVAL '17
- コブクロ
  - YouTube FanFest Music Japan 2018
- 阪本奨悟
  - ONE-MAN TOUR 2019 〜X cross 心のアンサンブル〜
- The chef cooks me
- じん
- ずっと真夜中でいいのに。
  - 果羅火羅武〜TOUR
  - GAME CENTER TOUR『テクノプア』
  - ROAD GAME『テクノプア』~叢雲のつるぎ~ @国立代々木競技場第一体育館
- TEE
- NAOTO
  - NAOTO LIVE 2018 "SUMMER" FULL BLOOM[5]
  - NAOTO LIVE TOUR 2019 “Polyvalent”
- 挾間美帆
- 林部智史
- 中村佳穂
  - うたのげんざいち 2021
  - TOUR ✌ NIA・near ✌
- 藤原さくら
- 松室政哉
  - Tour 2021 "Touch"
- MAMALAID RAG
- 美川憲一
- 三浦祐太朗
- モノンクル
- 山崎育三郎
  - LIVE TOUR 2018 〜keep in touch〜
  - ニッポン放送「山崎育三郎のI AM 1936」presents THIS IS IKU 2018
  - LIVE TOUR 2019 ～I LAND～
  - LIVE TOUR 2020 ～MIRROR BALL～
  - THIS IS IKU 日本武道館 2020.11.7 [6]
- 吉田兄弟

### レコーディング
- あいみょん
  - GOOD NIGHT BABY
  - 葵
  - 桜が降る夜は
  - 初恋が泣いている
  - ペルソナの記憶
- アイナ・ジ・エンド
- adieu
- 荒田洸
- 石崎ひゅーい
- 今井優子
- UA
- 大和田 慧
- GOUACHE
- 角松敏生
- 花耶
- 川嶋あい
- kiki vivi lily
- 城南海
- 桐嶋ノドカ (ぐんないでは編曲も担当)
- KIRINJI
- 工藤静香
- コアラモード．
- The chef cooks me
- じん
- 鈴木雅之
  - Love is Show (feat. 高城れに)
- ずっと真夜中でいいのに。
  - 綺羅キラー (feat. Mori Calliope)
- ZEUS (NONA REEVES 奥田健介)
- sora tob sakana
- Chara
- 東山奈央
- NAOTO
- 中島美嘉
- 中村佳穂
- 原田知世
- 林部智史
- 廣瀬真理子とPURPLE HAZE
- ブルー・ペパーズ
- MAMALAID RAG
- 松室政哉
- 美川憲一
  - 美川憲一 ドラマティックシャンソン～生きる～
- Mega Shinnosuke
- モノンクル
- 山崎育三郎
- ゆりめり[7]
- LiSA
- Little Glee Monster
- 和ぬか
- HIROBA
  - 幸せのままで、死んでくれ